# Wilhelm Porsch
Wilhelm Porsch (* 7. November 1820; † 20. Januar 1895 in Oppeln) war ein deutscher römisch-katholischer Geistlicher und Parlamentarier.

## Leben
Porsch studierte Theologie in Breslau. 1862 wurde er Erzpriester in Oppeln.
Von 1877 bis 1885 war Porsch für den Wahlkreis Oppeln 2 (Oppeln) Mitglied im Preußischen Abgeordnetenhaus. Er gehörte der Deutschen Zentrumspartei an.
Sein Vater Joseph Porsch war Stadt- und Patrimonalrichter in Krappitz, sein Bruder Emil Porsch Staatsanwalt und Mitglied des Preußischen Abgeordnetenhauses und sein Neffe Felix Porsch Mitglied des Reichstags und des Preußischen Abgeordnetenhauses.